# Mãn Thành
Mãn Thành (chữ Hán giản thể: 满城区, âm Hán Việt: Mãn Thành khu) là một quận thuộc địa cấp thị Bảo Định, tỉnh Hà Bắc, Cộng hòa Nhân dân Trung Hoa. Quận này có diện tích 734 ki-lô-mét vuông, dân số 380.000 người. Mã số bưu chính của Mãn Thành là 072150. Chính quyền quận đóng ở trấn Mãn Thành. Về mặt hành chính, quận Mãn Thành được chia thành 4 trấn, 9 hương. 
- Trấn: Mãn Thành, Đại Sách Doanh, Thần Tinh, Nam Hàn Thôn.
- Hương: Vu Gia Trang, Thạch Tỉnh, Đại Mã Phường, Yếu Trang, Lưu Gia Đài, Đà Nam, Bạch Long, Giang Thành, Phương Thuận Kiều.